# Aeroportul Zürich
Aeroportul Zürich, denumit și Aeroportul Zürich-Kloten în trecut, (IATA: ZRH, ICAO: LSZH) este un aeroport din Cantonul Zürich, Elveția ce deservește zona Zürich. Aeroportul a fost tranzitat în 2022 de 22.561.132 de pasageri. A fost deschis în 1953 și numit după Zürich. 
Situat la o altitudine de 432 m, aeroportul dispune de 3 piste. Este operat de Flughafen Zürich AG⁠(d).

## Infrastructură

### Piste
Aeroportul dispune de 3 piste: 
- pista 16/34 din beton, cu dimensiunile 3.700 m × 60 m
- pista 14/32 din beton, cu dimensiunile 3.300 m × 60 m
- pista 10/28 din beton, cu dimensiunile 2.500 m × 60 m

### Terminale
Aerogara are în componență 3 terminale, Terminal A⁠(d), Terminal B⁠(d) și Terminal E⁠(d)

## Destinații
La momentul actual (sept 2024) următoarele aeroporturi din România au legătruri directe cu acest aeroport: București, Cluj-Napoca,